# Sardigliano
Sardigliano (piemontesisch Sandijan) ist eine Gemeinde in der italienischen Provinz Alessandria (AL), Region Piemont.

## Lage und Einwohner
Die Gemeinde Sardigliano liegt 35 Kilometer südöstlich von der Provinzhauptstadt Alessandria auf einer Höhe von 210 m über dem Meeresspiegel. Das Gemeindegebiet umfasst eine Fläche von 12,62 km². Die Gemeinde besteht aus den Ortsteilen Malvino, Cuquello, Bavantore, Bavantorino, Sant Antonio und Sardigliano, die zusammen 374 (Stand 31. Dezember 2023) Einwohner haben.
Die Nachbargemeinden sind Borghetto di Borbera, Cassano Spinola, Castellania, Garbagna, Sant’Agata Fossili und Stazzano.

## Geschichte

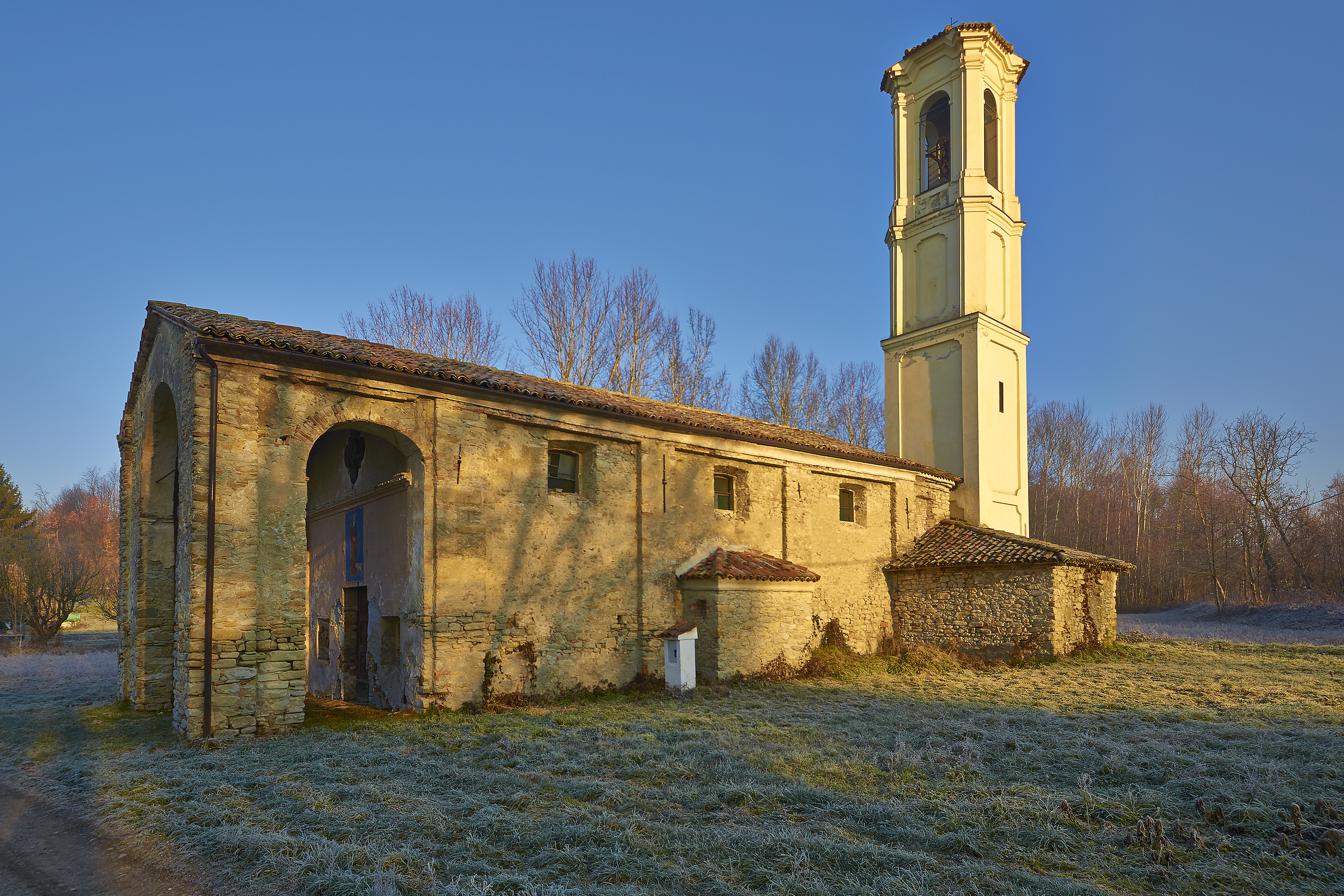
Kleine Kirche zwischen den Ortsteilen Cuquello und Malvino

Der Name der Siedlung ist ab 1203 bezeugt. Die in historischen Dokumenten hervorgehobenen Formen sind „Sardelanus“, „Sardiglianus“ und „Sardelianus“, die höchstwahrscheinlich auf den Personennamen SARDILIUS zurückzuführen ist, das „Sardilio-Anwesen“ bedeutet. Seine Ursprünge reichen bis ins Mittelalter zurück. Ursprünglich gehörte es dem Bischof von Tortona, Giacomo Calcinara. Um sich mit Menschen seines vollsten Vertrauens zu umgeben, beschloss er, einen Großteil der Feudalgüter in seinem Besitz in mit ihm verwandte Familien zu investieren. Auf diese Weise wurde Sardigliano selbst ein Lehen der Herren von Calcinara und später von Enrico Rampini, der den Viscontis ergeben war. 
Im Jahr 1521 war es im Besitz von Urban IV. und ging zu Beginn des 17. Jahrhunderts an die Familie Gambarana über. Später wurde es, wie aus den Kirchenbüchern hervorgeht, ein Lehen der Familie Carbonara, die es bis zum Ende des 18. Jahrhunderts behielt, als das Feudalsystem abgeschafft wurde. 
Der heutige Gemeindehauptort Cuquello wurde 1928 mit Sardigliano vereinigt.

## Sehenswürdigkeiten
- Die Pfarrkirche Assunta, die um 1675 erbaut wurde.
- Das Heiligtum Unserer Lieben Frau der Schmerzen.
- Die Überreste einer alten Burg.
- Ein Gebäude aus dem 15. Jahrhundert, wahrscheinlich der Palast der Rampini-Feudalherren.